# Pavel Cebanu
Pavel Cebanu (ur. 28 marca 1955 w Reni) – mołdawski piłkarz grający na pozycji pomocnika. Ojciec piłkarza Ilie Cebanu.

## Kariera klubowa
Cebanu swoją karierę piłkarską spędził w zespole Zimbru Kiszyniów. Po raz pierwszy w składzie Zimbru pojawił się w sezonie 1973, w którym łącznie zagrał w 4 spotkaniach, notując awans do Wyższej ligi ZSRR. Na poziomie Wyższej ligi ZSRR przez dwa sezony (1974 i 1983) uzbierał łącznie 9 spotkań, w których zdobył jedną bramkę. Łącznie przez 12 lat gry w Zimbru wystąpił w 341 spotkaniach, w których strzelił 45 bramek. Karierę piłkarską zakończył w 1985.
W 2003 został uznany najlepszym piłkarzem 50-lecia Mołdawii z okazji jubileuszu UEFA.
| Sezon | Klub             | Kraj | Rozgrywki          | Mecze | Bramki |
| ----- | ---------------- | ---- | ------------------ | ----- | ------ |
| 1973  | Zimbru Kiszyniów | ZSRR | Pierwaja liga ZSRR | 4     | 0      |
| 1974  | Zimbru Kiszyniów | ZSRR | Wyższa liga ZSRR   | 3     | 1      |
| 1975  | Zimbru Kiszyniów | ZSRR | Pierwaja liga ZSRR | 32    | 1      |
| 1976  | Zimbru Kiszyniów | ZSRR | Pierwaja liga ZSRR | 33    | 3      |
| 1977  | Zimbru Kiszyniów | ZSRR | Pierwaja liga ZSRR | 36    | 6      |
| 1978  | Zimbru Kiszyniów | ZSRR | Pierwaja liga ZSRR | 22    | 2      |
| 1979  | Zimbru Kiszyniów | ZSRR | Pierwaja liga ZSRR | 45    | 6      |
| 1980  | Zimbru Kiszyniów | ZSRR | Pierwaja liga ZSRR | 44    | 12     |
| 1981  | Zimbru Kiszyniów | ZSRR | Pierwaja liga ZSRR | 40    | 6      |
| 1982  | Zimbru Kiszyniów | ZSRR | Pierwaja liga ZSRR | 42    | 5      |
| 1983  | Zimbru Kiszyniów | ZSRR | Wyższa liga ZSRR   | 6     | 0      |
| 1984  | Zimbru Kiszyniów | ZSRR | Pierwaja liga ZSRR | 29    | 4      |
| 1985  | Zimbru Kiszyniów | ZSRR | Pierwaja liga ZSRR | 7     | 0      |

## Po zakończeniu kariery
W latach 1990–1991 trenował zespół Zimbru Kiszyniów. Jako trener pracował także w takich zespołach jak Speranța Nisporeni, Unisport-Auto Kiszyniów czy Olimpia Satu Mare.
W 1997 został mianowany prezydentem Mołdawskiego Związku Piłki Nożnej. Funkcję tę sprawował do 2019, kiedy to zastąpił go Leonid Oleinicenco.

## Sukcesy
- Najlepszy piłkarz Mołdawii z okazji jubileuszu 50-lecia UEFA.